# Jens Kandler
Jens Kandler est un astronome amateur allemand né en 1973.

## Biographie
Kandler, mécanicien de profession, effectue régulièrement des observations à l'observatoire de Drebach en Saxe. Le Centre des planètes mineures lui crédite la découverte de 22 astéroïdes, effectuées entre 1997 et 2005, dont certains avec la collaboration de André Knöfel et Gerhard Lehmann.
L'astéroïde (8861) Jenskandler a été nommé en son honneur.

## Astéroïdes découverts
| (13816) Stülpner         | 29 décembre 1998  |
| (17737) Sigmundjähn      | 27 janvier 1998   |
| (17821) Bölsche          | 31 mars 1998      |
| (21678) Lindner          | 5 septembre 1999  |
| (22168) Weissflog        | 30 novembre 2000  |
| (29736) Fichtelberg      | 21 janvier 1999   |
| (31147) Miriquidi        | 22 octobre 1997   |
| (31231) Uthmann          | 1er février 1998  |
| (36800) Katarinawitt     | 28 septembre 2000 |
| (62190) Augusthorch      | 26 septembre 2000 |
| (79647) Ballack          | 22 septembre 1998 |
| (103460) Dieterherrmann  | 11 janvier 2000   |
| (103770) Wilfriedlang    | 26 février 2000   |
| (104896) Schwanden       | 2 mai 2000        |
| (121016) Christopharnold | 18 janvier 1999   |
| (138445) Westenburger    | 2 mai 2000        |
| (181824) Königsleiten    | 24 septembre 1998 |
| (190617) Alexandergerst  | 19 novembre 2000  |